# Denver Union Station
Denver Union Station – historyczna stacja kolejowa w Denver, w stanie Kolorado, w Stanach Zjednoczonych. Znajduje się na 17th i Wynkoop w dzielnicy LoDo. Stacja po raz pierwszy została otwarta w 1881 roku. Gmach jest obiektem zabytkowym i mieści się na National Register of Historic Places.

## Historia
Pierwsza stacja Denver została wybudowana w 1868 roku i obsługiwała Denver Pacific Railway, która łączyła Denver z główną transkontynentalną linią w Cheyenne. Do 1875 roku były cztery różne stacje kolejowe, dzięki czemu transfer pasażerów między różnymi liniami kolejowymi było niewygodne. Aby rozwiązać ten problem, Union Pacific Railroad zaproponował utworzenie jednej centralnej stacji „Union Station” w celu połączenia różnych usług. W lutym 1880 roku właściciele czterech linii (Union Pacific, Denver & Rio Grande Western, Denver, South Park & Pacific, i Colorado Central) zgodzili się na budowę stacji przy ulicy 17th i Wynkoop. Architekt A. Taylor z Kansas City został zatrudniony do opracowania planów, a stacja została otwarta w maju 1881 roku.
Pożar w 1894 zniszczył centralną część lokomotywowni. Firma architektoniczna z Brunt Van & Howe została zatrudniona do projektu większej lokomotywowni w stylu romańskim.
W 1912 roku oryginalna Union Depot partnerstwa została rozwiązana i zastąpiona przez Denver Terminal Railway Company, reprezentującą wówczas głównych operatorów stacji (Atchison, Topeka, & Santa Fe, Chicago, Burlington, & Quincy, Chicago, Rock Island, & Pacific, Colorado & Southern, Union Pacific oraz Denver & Rio Grande Westen). Nowe partnerstwo postanowiło zburzyć i odbudować centralną część stacji do obsługi rosnącego ruchu pasażerskiego. Nowa centralna część, zaprojektowana przez architektów Gove & Walsh, została zbudowana w stylu Beaux-Arts i otwarta w 1914 roku.